# طعام عضوي

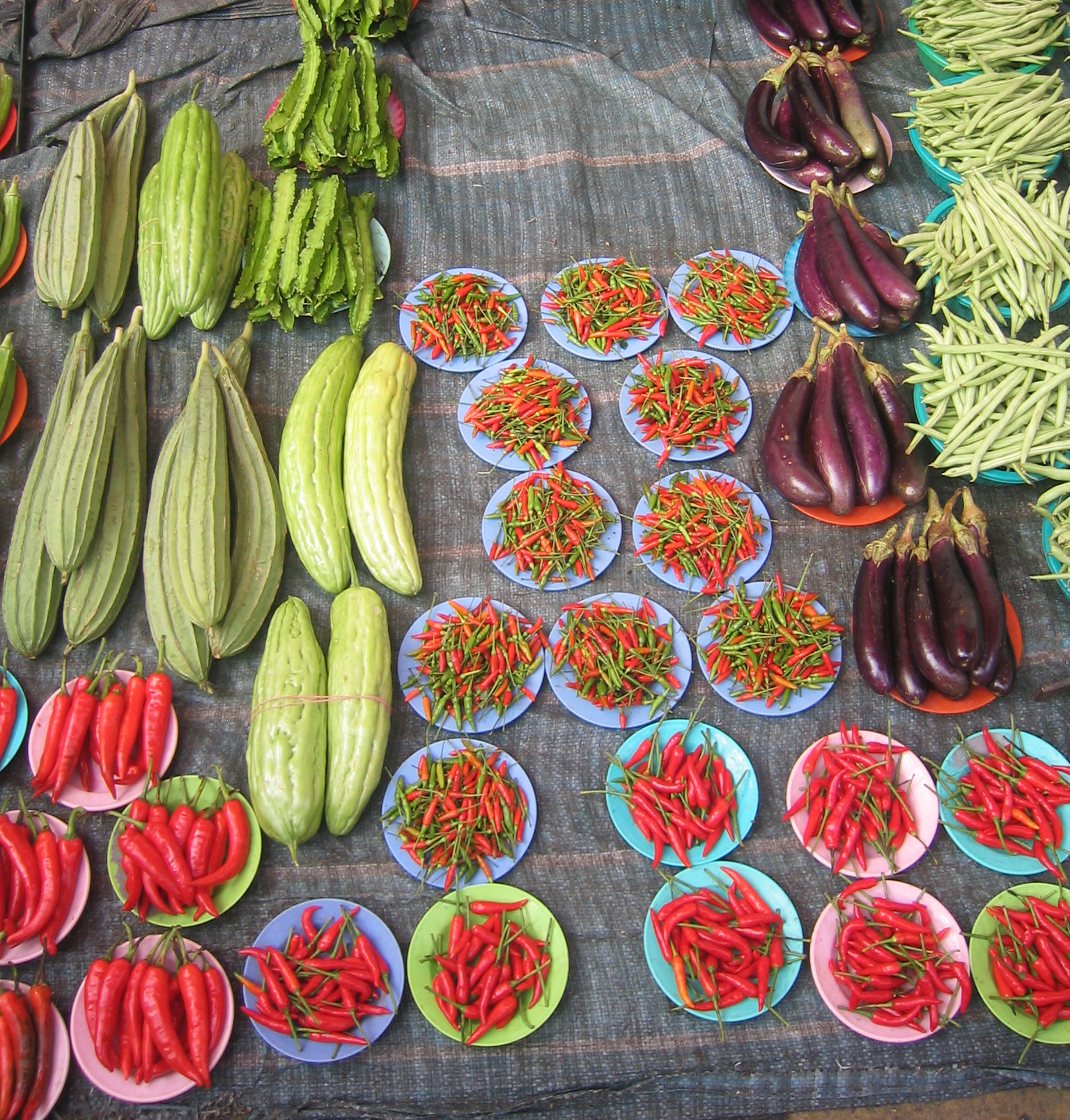
خضروات عضوية في سوق مزارعين بالأرجنتين

الغذاء العضوي أو الأطعمة العضوية هي الأطعمة المنتجة بأساليب لا تتضمن مدخلات صناعية مستحدثة غير طبيعية، من مبيدات حشرية صناعية وسماد كيماوي، وخلال إنتاجها لا يتم تعديلها بالتعرض للإشعاع أو بالمذيبات الصناعية أو بالمضافات الكيماوية.
ولم تُظهر الدراسات العلمية حتى الآن فرقًا واضحًا مهمًا بين الطعام العضوي والطعام المزروع بالأساليب التقليدية من حيث الأمان، والقيمة الغذائية،  والمذاق.
وعلى امتداد التاريخ ما قبل القرن العشرين، ممكن وصف الأساليب الزراعية أنها «عضوية»، حتى ظهرت حديثًا الـ«كيماويات» لتُضاف إلى الأغذية، فنشأت في الأربعينيات «حركة الطعام العضوي» كرد فعل للطفرة الصناعية التي غيرت أساليب الزراعة والتي سمّيت « الثورة الخضراء »
وإنتاج الأطعمة العضوية صناعة تخضع لقوانين تنظّمها بالتفصيل، وتختلف عن الزراعة المنزلية. ففي الاتحاد الأوروبي والولايات المتحدة وكندا واليابان وبلدان أخرى، يتوجّب على المنتجين أن يحصلوا على شهادة زراعة عضوية ليسوّقوا منتجاتهم تحت هذا المسمى داخل حدود تلك البلدان. وفي سياق تلك القوانين، يُنتج الطعام العضوي بطريقة تتوافق مع معايير «العضوية» التي تضعها الحكومات الوطنية والمؤسسات الدولية. وقد تتضمن تلك المعايير بنودًا تُلزم المنتجين بمراعاة التوازن البيئي والمحافظة على التنوع الحيوي، وقد تمنع ممارسات مثل استخدام هرمون النمو للمواشي. وكثيرًا ما تُقصى المنتجات التي تحتوي عضويات معدلة وراثيا